# Otsheria
Otsheria es un género extinto  de terápsido anomodonto del Pérmico medio del Krai de Perm, Rusia. Sus restos se limitan a un cráneo sin la mandíbula.

## Características
El cráneo es pequeño, de unos 10 cm de longitud; posee cuatro incisivos en el premaxilar y nueve dientes maxilares cortos y gruesos comprimidos lateralmente; caninos no diferenciados. Los dientes inferiores no se han conservado. La forma de los dientes superiores sugiere que se usaban simplemente para cortar la vegetación, aunque también son compatibles con una dieta omnívora generalista.